# Grebenișu de Câmpie
Grebenișu de Câmpie là một xã thuộc hạt Mureș, România. Dân số thời điểm năm 2002 là 1639 người.